# Вітчвіль: Місто відьом
«Вітчвіль: Місто відьом» (англ. Witchville) — фентезійна пригодницька стрічка 2010 року, знята Перрі Реджинальдом Тео.

## Сюжет
Брати Джейсон та Ерік супроводжують наступника в рідне королівство. Народ страждає від відьом, які захопили землі. Заручившись підтримкою мисливця на нечисть - знаменитого інквізитора Генріха Крамера, який написав книгу по демонології «Молот відьом».  Він повідомляє юному королю, що шабашем керує Червона королева. Відбувається протистояння за владу.

## У ролях
| Актор         | Роль             |
| ------------- | ---------------- |
| Люк Госс      | король Малакі    |
| Ед Спелірс    | Джейсон Грінт    |
| Ендрю Плевін  | Ерік Грінт       |
| Сара Дуглас   | Червона королева |
| Міанна Берінг | Джозефа          |
| Саймон Торп   | Генріх Крамер    |
| Лінн Верролл  | Баба             |
| Ієн Вірго     | Гобарт           |

## Створення фільму

### Виробництво
Зйомки фільму проходили в Ісяні, Китай.

### Знімальна група
- Кінорежисер — Перрі Реджинальд Тео
- Сценаристи — Джон Вернер, Емі Крелл
- Кінопродюсери — Майк Каллаган, Емі Крелл, Бред Кревой
- Композитор — Ніл Акрі
- Кінооператор — Джинін Чунг
- Кіномонтаж — Джейм Вінг
- Художник-постановник — Жейінг Пу
- Художник з костюмів — Юань Юань
- Підбір акторів — Керолайн Мак-Леод[1].

## Сприйняття
Фільм отримав негативні відгуки. На сайті Rotten Tomatoes оцінка стрічки становить 3 % від глядачів із середньою оцінкою 1,6/5 (180 голосів). Фільму зарахований «розсипаний попкорн» від глядачів, Internet Movie Database — 3,9/10 (1 360 голосів).